# 왕후 박씨 (애장왕)
왕후 박씨(王后 朴氏)는 애장왕의 왕후이다.

## 생애
애장왕 3년 후궁으로서 입궐했으며, 애장왕 10년에 왕후에 책봉됐다는 사실만 전해지고 있다. 정실부인임에도 후궁으로 들어온 것은 아버지인 김주벽의 관등이 아찬인 것으로 보아 그녀가 6두품이었기 때문으로 관측된다.

## 왕후 박씨와 해인사
신라 제40대 애장왕(哀莊王) 때의 순응(順應)과 이정(利貞)이 당나라에서 돌아와 우두산(牛頭山: 가야산)에 초당(草堂)을 지었을 때의 일이다. 그들이 선정(禪定)에 들었을 때 마침 애장왕비가 등창이 났는데 그 병을 낫게 해주자, 이에 감동한 왕은 가야산에 와서 원당(願堂)을 짓고 정사(政事)를 돌보며 해인사의 창건에 착수하게 하였다.

## 가계
- 남편: 애장왕(哀莊王)